# Jackie Coogan
Jackie Coogan (26. oktober 1914 i Los Angeles, Californien – 1. marts 1984) var en amerikansk skuespiller.
Han har blandt meget andet spillet "The Kid" i Charlie Chaplin-filmen af samme navn samt medvirket i Tom Sawyer og Oliver Twist.
Blandt hans senere roller var han nok mest kendt for sin rolle som Onkel Fester i tv-serien fra 1964, Familien Addams.